# Curling
Il curling è uno sport di squadra nel quale si gioca sul ghiaccio con pesanti pietre di granito levigate, dette semplicemente sassi o pietre (stone in inglese), dotate di un'impugnatura. I giocatori, suddivisi in due squadre, fanno scivolare queste pietre su un pavimento di ghiaccio verso un'area di destinazione, detta casa, contrassegnata da tre anelli concentrici.
Le due squadre, ognuna composta da quattro giocatori, lanciano a turno le pietre con un effetto detto curl ("far muovere a spirale" in inglese), grazie al quale la pietra percorre una traiettoria curvilinea. Ogni squadra ha a disposizione otto lanci per ogni intervallo di gioco, detto end, in cui ogni giocatore lancia due pietre.
Lo scopo del gioco è di accumulare, nel corso della partita, un punteggio maggiore dell'avversario. I punti si calcolano in base al numero di stone più vicine al centro della casa alla conclusione di ogni mano. Una mano si completa quando entrambe le squadre hanno lanciato tutte le proprie pietre. Un gioco può essere costituito da dieci o da otto mani.
La traiettoria curvilinea può essere ulteriormente influenzata dall'azione delle scope da curling, che vengono usate per abradere la superficie del ghiaccio di fronte al sasso alterandone le caratteristiche.
Strategia e gioco di squadra determinano il percorso ideale e il posizionamento della pietra in ogni lancio; il compito della squadra è far sì che la pietra arrivi nel punto desiderato. Per la strategia e la tattica applicata questo sport è soprannominato "scacchi sul ghiaccio".

## Origini e storia

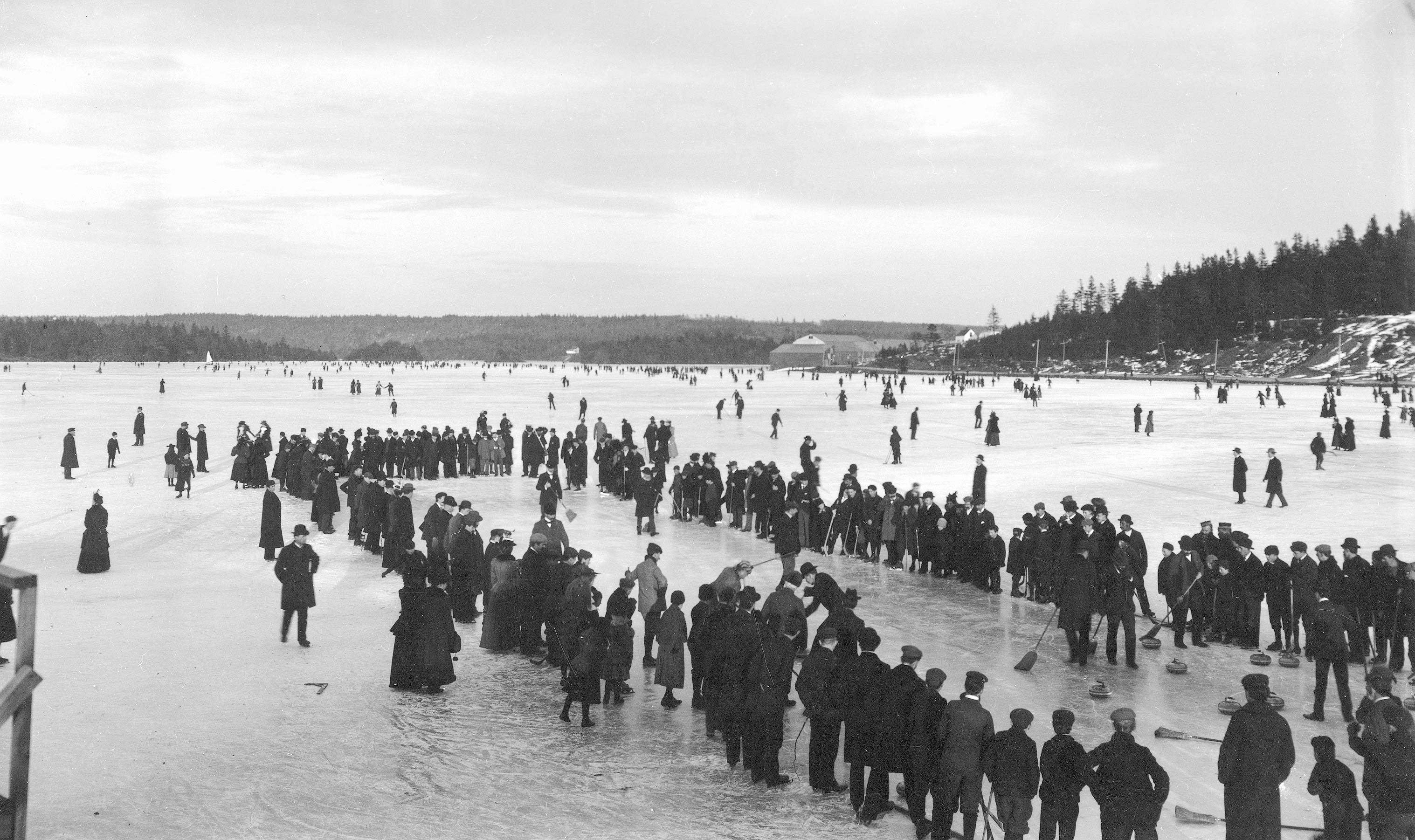
Gruppo di giocatori di curling su un lago in Dartmouth, nella Nuova Scozia in Canada nel 1897.

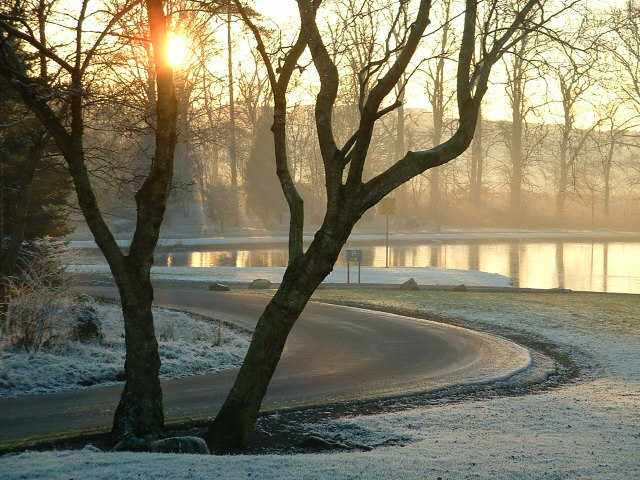
Stagno artificiale di Colzium costruito per il curling a Kilsyth, in Scozia

Si presume che il curling sia stato inventato nella Scozia medievale. Il primo riferimento scritto di una gara con delle pietre sul ghiaccio proviene dai registri dell'Abbazia di Paisley, nel Renfrewshire, databile al febbraio del 1541. Due dipinti, entrambi nel 1565, di Pieter Bruegel il Vecchio, ritraggono dei contadini olandesi che praticano il curling. La Scozia e i Paesi Bassi avevano forti legami commerciali e culturali durante questo periodo, come è evidenziabile anche dalla storia del golf.
Un'altra prova dell'esistenza del curling in Scozia agli inizi del XVI secolo è una stone sulla quale è incisa la data del 1511, scoperta insieme ad un'altra che porta la data 1551. La scoperta avvenne quando nella città scozzese di Dunblane venne prosciugato un vecchio stagno. Il Curling Club Kilsyth sostiene di essere il primo club di curling del mondo, essendo stato formalmente costituito nel 1716, ed essendo ancora attualmente attivo. La città scozzese di Kilsyth sostiene anche di possedere il più antico stagno artificiale appositamente costruito per il curling, per la precisione a Colzium. Questo stagno venne ricavato tramite la costruzione di una piccola diga che ha creato un bacino idrico poco profondo, di circa 100 × 250 m, ma ormai le condizioni climatiche necessarie per giocare a curling si verificano molto di rado, a causa degli inverni sempre più caldi.

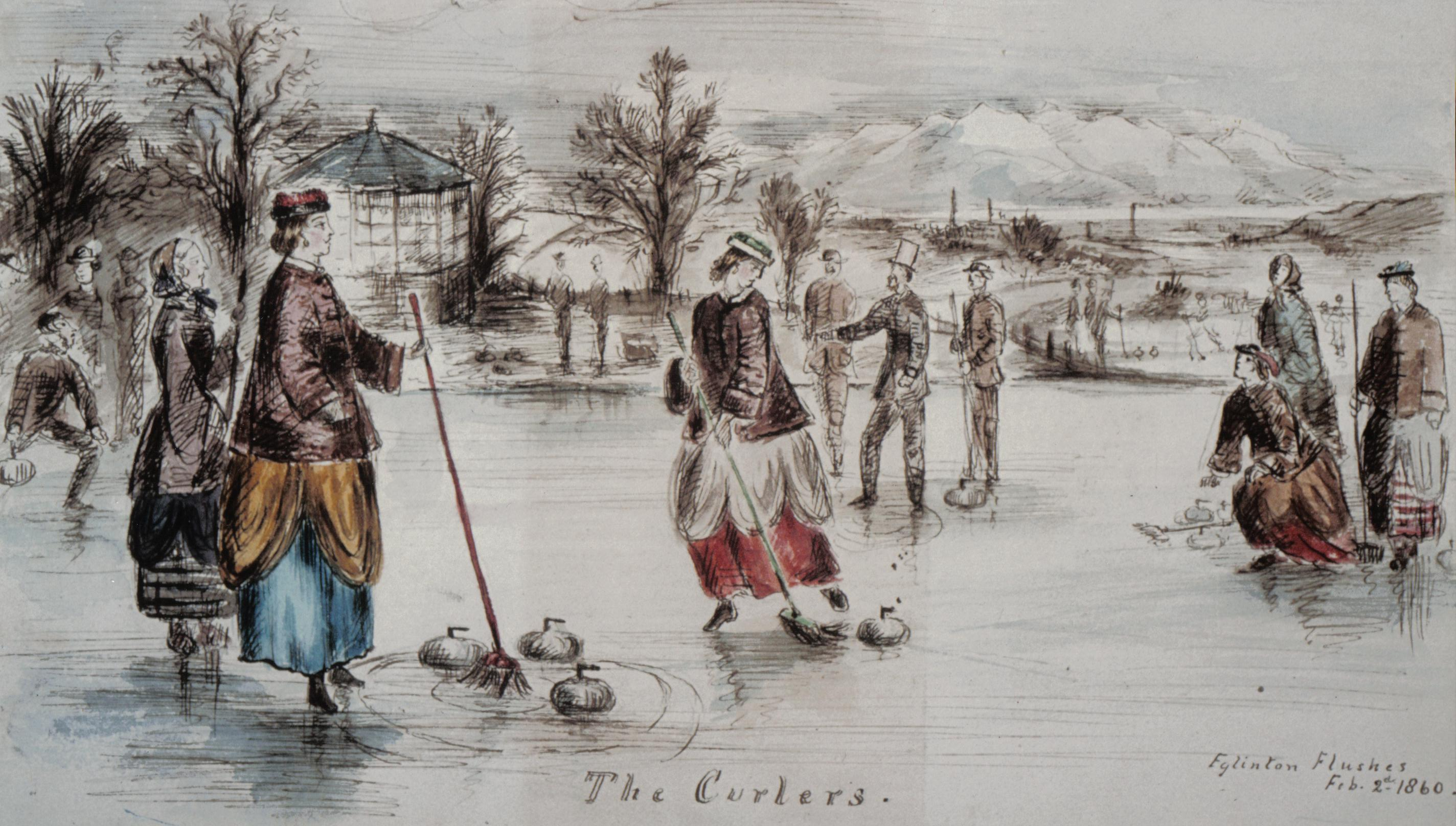
Partita di curling al castello di Eglinton nell'Ayrshire, in Scozia nel 1860

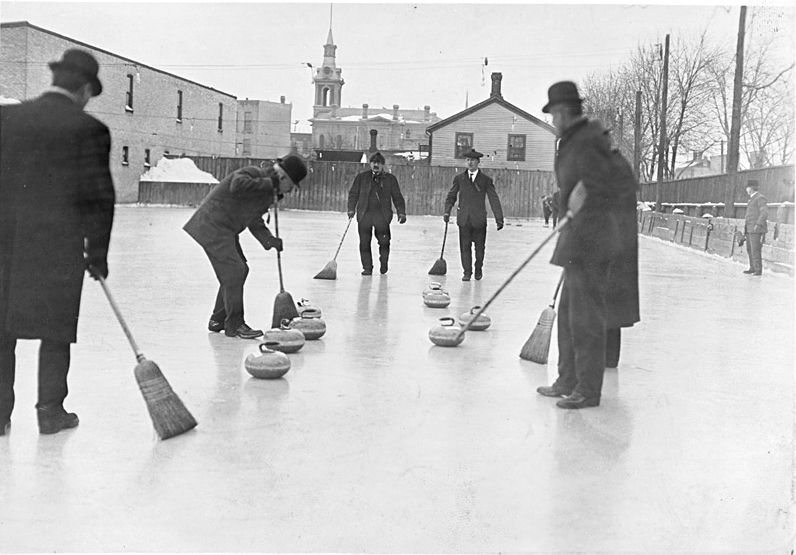
Giocatori di curling in Ontario, Canada, nel 1909

La parola curling appare per la prima volta in una stampa del 1620 a Perth, nella prefazione in versi di una poesia di Henry Adamson. Il gioco era noto anche come "il gioco tuonante" a causa del suono che le stone producono scivolando sul pebble (gocce d'acqua applicate sulla superficie di gioco). Nel passato le stone erano semplicemente sassi di fiume a fondo piatto, a volte dentellate o di forma irregolare. I giocatori, a differenza di oggi, avevano scarso controllo sul sasso, e si basavano più sulla fortuna che sull'abilità o sulla strategia. Si narra che a Darvel, nell'East Ayrshire, i tessitori si rilassassero giocando a curling. Le stone usate erano i pesi di pietra dei filatoi, dotati di un manico staccabile. Fra una partita e l'altra, più di una moglie teneva la maniglia in ottone del marito per le stone da curling, lucidata fino a brillare, sulla mensola del caminetto.
Il curling all'aperto era molto popolare in Scozia tra i secoli XVI e XIX, anche perché il clima rigido garantiva che il ghiaccio avesse lo spessore necessario per giocare. La Scozia è sede dell'organismo internazionale che disciplina il gioco del curling, la World Curling Federation con sede a Perth. La WCF è nata originariamente come organo del Royal Caledonian Curling Club, considerato il "club madre" del curling.
Oggi il gioco si è maggiormente affermato nell'ovest del Canada, importato dagli emigranti scozzesi. Il Royal Montréal Curling Club, fondato nel 1807, è il più antico club di questo sport ancora attivo in nord America. Sempre da emigranti scozzesi, nel 1830, è stato fondato il primo club di curling negli Stati Uniti, mentre è stato introdotto in Svizzera e Svezia prima della fine del XIX secolo. Oggi il curling è praticato in tutta Europa e si è diffuso anche in Giappone, Australia, Nuova Zelanda, Cina e Corea
Il primo campionato mondiale di curling maschile, conosciuto come Scotch Cup, si è tenuto a Falkirk e Edimburgo, in Scozia, nel 1959. Il primo titolo mondiale è stato vinto dal team canadese di Regina, nel Saskatchewan, capitanato da Ernie Richardson.

### Curling ai Giochi olimpici
Il curling è uno sport ufficiale dei Giochi olimpici invernali dall'edizione del 1998. Nel febbraio del 2002, il Comitato Olimpico Internazionale con effetto retroattivo ha decretato che la competizione disputata alle Olimpiadi invernali del 1924 sarebbe stata considerata disciplina olimpica ufficiale e non più evento dimostrativo. Così, le prime medaglie olimpiche di curling, che a quel tempo era chiamato Openair, sono state assegnate ai I Giochi olimpici invernali disputati a Chamonix. In quell'occasione la medaglia d'oro fu assegnata alla Gran Bretagna, quella d'argento alla Svezia, e quella di bronzo alla Francia. Un torneo dimostrativo si è svolto nel 1932 anche durante i III Giochi olimpici invernali di Lake Placid, tra quattro squadre provenienti dal Canada e quattro squadre provenienti dagli Stati Uniti. In quell'occasione il Canada vinse dodici partite contro le quattro vittorie statunitensi.

## Attrezzature

### Campo da curling

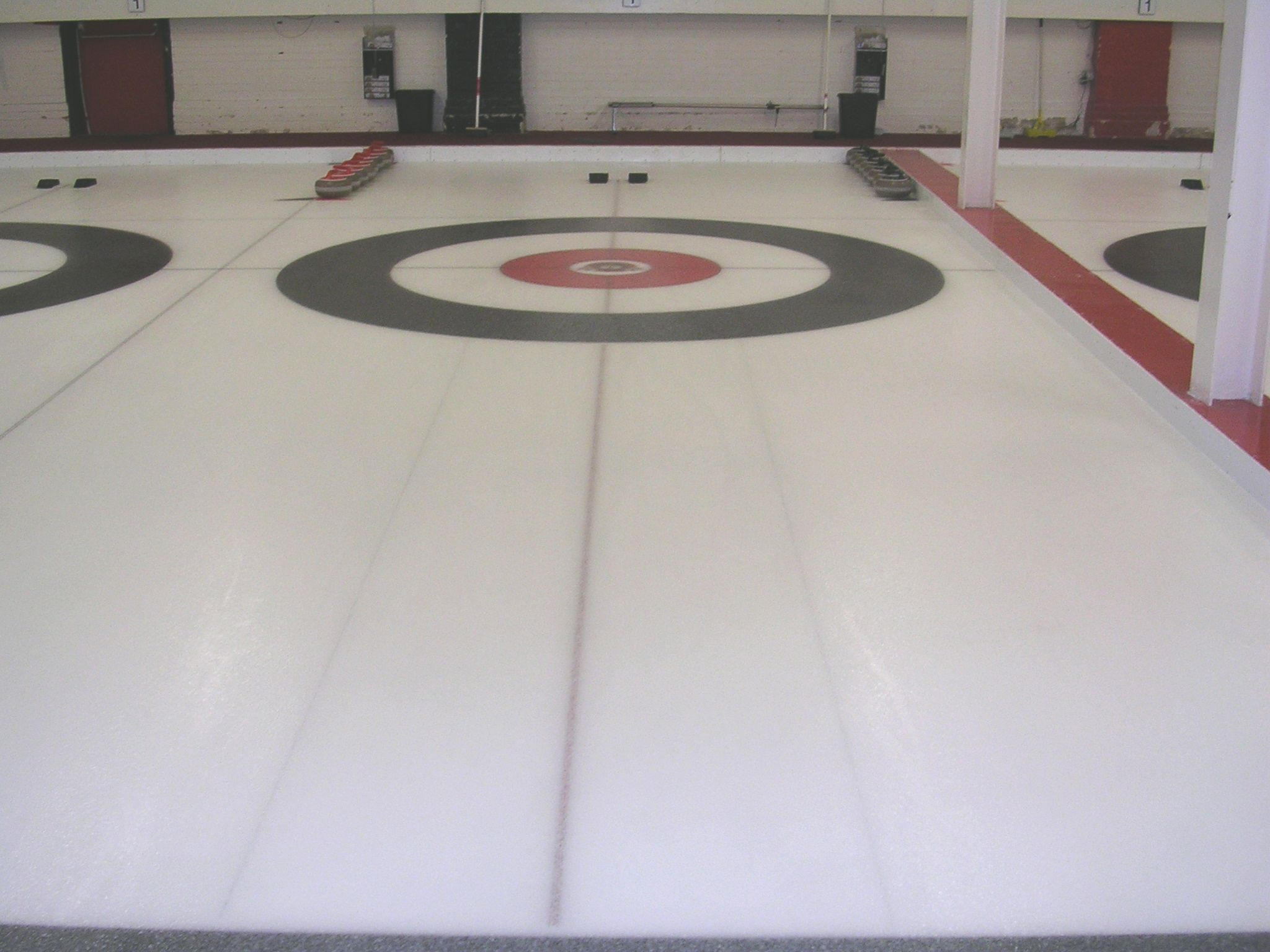
Il campo di gioco del curling. La stone deve fermarsi tra la hog line ("linea del maiale", in basso nella foto) e la back line (dietro le staffe) e non può oltrepassare le linee laterali finché si trova in movimento.

La superficie di gioco del curling viene descritta dal regolamento di gioco della World Curling Federation. Il campo è una superficie ghiacciata preparata con cura per essere la più piatta e livellata possibile, di dimensioni comprese tra 45 e 46 m (146 e 150 piedi) e 4,4 m (14,5 piedi). Grazie alla forma allungata, più campi possono essere disposti fianco a fianco nella stessa area, consentendo lo svolgersi di più partite contemporaneamente.
La cosiddetta "casa", ossia una serie di anelli concentrici, è segnata su ciascuna estremità del campo. La casa è composta da tre anelli concentrici dipinti di colore diverso l'uno dall'altro. Questi anelli sono conosciuti con il nome inglese corrispondente alla misura del loro diametro, perciò quello centrale (rosso) si chiama four-foot ring (anello da 1,2 m, 4 piedi), quello un po' più grande (bianco) eight-foot ring (2,4 m, 8 piedi) ed infine quello più grande (blu) twelve-foot ring (anello da 3,7 m, 12 piedi). Gli anelli sono solo un aiuto visivo per prendere la mira e giudicare quale stone sia più vicina al centro, ma non influenzano il punteggio, anche se la stone deve toccare almeno il twelve-foot ring, altrimenti non fa punteggio (vedi punteggio qui sotto).
Ogni casa è centrata sull'intersezione della linea che divide per metà longitudinalmente il campo chiamata con il nome inglese di centerline (linea centrale), e una linea perpendicolare chiamata teeline, disegnata a 3,7 m (12 piedi) dalle staffe. Queste linee suddividono le case in quarti.
Il centro di ogni casa, all'intersezione della centerline e della teeline, è noto come bottone (in inglese button). Due hogline ("linea del maiale") sono disegnate perpendicolari alla centerline a 10 m (33 piedi) dalle staffe.
La staffe sono fissate a 3,7 m (12 piedi) dietro ogni button, una staffa (chiamata spesso con il termine inglese hack) è un supporto con il quale i giocatori si danno la spinta quando effettuano il tiro. Nei campi sono solitamente installate due staffe gommate fisse, una su ciascun lato della centerline, con il bordo interno distante non più di 7,6 cm (3 pollici) dalla centerline e il cui bordo anteriore non deve oltrepassare la hackline (linea delle staffe). Può anche essere utilizzata una singola staffa, come solitamente avviene nel curling openair, in cui si usa una staffa mobile posta sulla centerline.

Un campo da curling, con dimensioni in piedi: CL Centerline • HOL: Hogline • TL Teeline • BL Backline • HA Hackline con staffe • FGZ Free Guard Zone

Il ghiaccio può essere naturale, ma è generalmente congelato da un impianto di refrigeramento a serpentina, che pompa una soluzione salina attraverso numerose tubazioni fissate longitudinalmente sul fondo di una superficie di acqua. La maggior parte delle strutture di curling ha un icemaker, ossia un addetto specializzato il cui principale compito è quello di prendersi cura del ghiaccio. Ai principali campionati di curling la manutenzione del ghiaccio è estremamente importante. Grandi eventi, come il Tim Hortons Brier o altri campionati internazionali, sono in genere tenuti in un'arena che presenta una sfida per gli icemaker, che devono costantemente monitorare e regolare le temperature del ghiaccio e dell'aria, nonché i livelli di umidità dell'aria per garantire una superficie di gioco uniforme. È comune per ciascun campo di gioco avere molteplici sensori incorporati per monitorare la temperatura superficiale, così come sono comuni sensori per monitorare l'umidità. La superficie del ghiaccio viene mantenuta a una temperatura di circa −5 °C.
Una parte fondamentale della preparazione della superficie di gioco è lo spargimento di goccioline d'acqua sul ghiaccio, che formano, a causa del congelamento, una superficie grumosa. La superficie del ghiaccio assomiglia a una buccia d'arancia, e la pietra si muove al di sopra delle goccioline di ghiaccio. Queste goccioline vengono chiamate pebble e influenzano la traiettoria e l'effetto della pietra. L'ice maker deve essere anche consapevole della usura del pebble, poiché questo, consumandosi durante la partita, influisce sulle condizioni di gioco. Perciò il ghiaccio in genere deve essere raschiato al fine di riformare il pebble prima di ogni partita.

### Stoneda curling

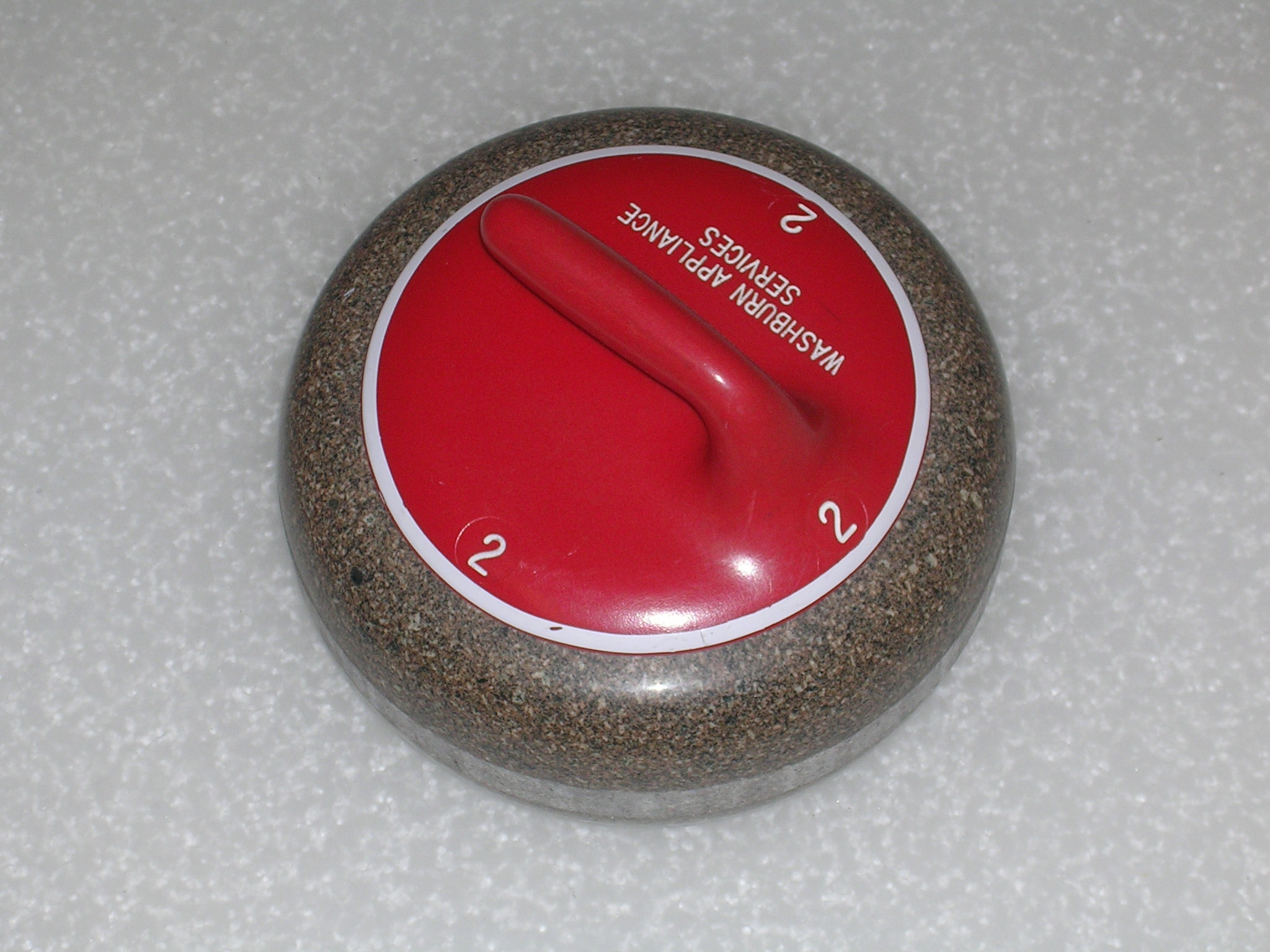
La stone, o sasso, è fatta di granito

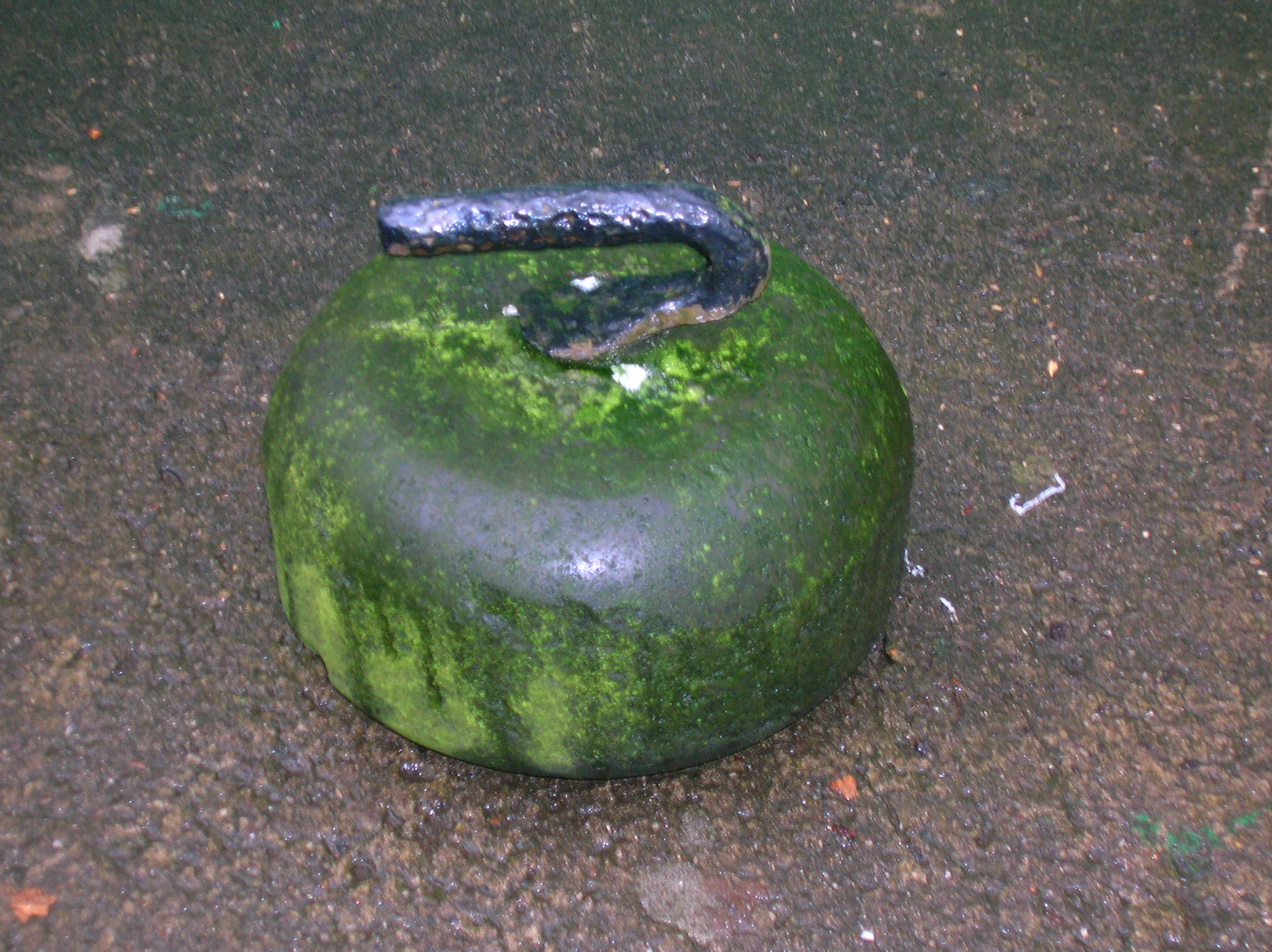
Una vecchia stone

La pietra da curling (a volte anche detta semplicemente sasso), come definito dalla World Curling Federation è un disco di pietra spessa del peso compreso tra 17 e 20 kg (38 e 44 libbre) con una maniglia fissata alla parte superiore. La circonferenza massima ammissibile è di 91 cm (36 pollici) e l'altezza minima consentita è di 11 cm (4,5 pollici). Il manico è legato da un bullone che scorre verticalmente attraverso un foro al centro della pietra. La maniglia consente alla pietra curva (curl) di essere impugnata e ruotata durante il rilascio su una superficie ghiacciata adeguatamente preparata e di effettuare il percorso nella direzione in cui il bordo anteriore della pietra stessa sta girando. Più la stone rallenta, più l'effetto del curl è marcato, per cui un tiro lento curverà prima e maggiormente di un tiro più veloce. Le maniglie sono colorate per identificare le pietre di ciascuna squadra, i due colori più popolari nei tornei più importanti sono il rosso e giallo. L'unica parte della pietra a contatto con il ghiaccio è la corona, una stretta porzione del sasso fatta ad anello, di dimensioni comprese tra 1,27 e 0,64 cm (0,5 e 0,25 pollici) di spessore e di 13 cm (5 pollici). I lati della pietra convergono verso il basso (verso la corona) e la parte interna della corona è concava e vuota per eliminare il ghiaccio.
Tradizionalmente, le pietre per il curling sono fatte di due tipi specifici di granito, chiamati Blue Hone e Ailsa Craig Common Green. Entrambi si trovano sull'isola di Ailsa Craig, al largo della costa scozzese dell'Ayrshire. Il Blue Hone ha un assorbimento di acqua molto basso, il che impedisce l'azione di congelamento e l'erosione della pietra mentre l'Ailsa Craig Common Green è un granito di qualità minore rispetto al Blue Hone. In passato, la maggior parte delle pietre di curling erano costituite da Blue Hone, tuttavia, essendo l'isola diventata una riserva della fauna selvatica, la cava è stata costretta a contingentare le estrazioni e vietare le detonazioni. Attualmente il granito per la produzione di pietre da curling viene principalmente dal nord del Galles. Questo granito si chiama Trefor ed è disponibile in tonalità blu, grigia, rossa e marrone. La cava in Galles che fornisce il granito per la produzione di pietre da curling ha un'esclusiva con l'azienda canadese Canada Curling Stone Co. La cava gallese è una cava piena e attiva e non si prevede l'esaurimento di questo granito in tempi brevi. La Canada Curling Stone Co. produce stone da curling dal 1992. Il costo di un sasso da curling del nuovo granito Trefor è di circa 600 dollari canadesi l'una, 410 euro circa (2024).
La famiglia scozzese Kay ha fabbricato pietre da curling dal 1851 e possiede i diritti esclusivi del granito di Ailsa Craig, concessi dal Marchese di Ailsa, la cui famiglia è proprietaria dell'isola dal 1560. Le ultime estrazioni di granito di Ailsa Craig da parte della famiglia Kay hanno avuto luogo nel 2002 (1500 tonnellate), 2013 (2000 tonnellate) e 2020 (600 tonnellate). La famiglia Kay è stata il produttore esclusivo di pietra da curling per tutti i Giochi olimpici in cui il curling è stato sport ufficiale eccetto per Salt Lake City 2002, edizione che vide anche pietre di Trefor.
Una terza azienda privata entrata nel ristrettissimo mercato della produzione di pietre da curling è la cinese Tiano Curling Stone, fondata nel 2010.
Recentemente è stato inventato un manico elettronico, conosciuto come Eye on the Hog ("Occhio sul[la linea del] Maiale"). Questa tecnologia può essere montata sulle pietre per rilevare le hog line violation, ovvero un fallo di gioco, causa più frequente delle contestazioni che avvengono durante il gioco. Questi manici rilevano elettronicamente se la mano del giocatore è in contatto con il manico stesso mentre la pietra passa la hog line. Il fallo è segnalato dalle luci alla base del manico. L'Eye on the Hog elimina l'errore umano e la necessità di avere due arbitri sulle linee stesse. Questa tecnologia è obbligatoria in competizioni di alto livello nazionale e internazionale, ma il suo costo, intorno a 650 $, 600 euro circa (2024) ciascuno, la rende generalmente fuori dalla portata della maggior parte delle strutture.

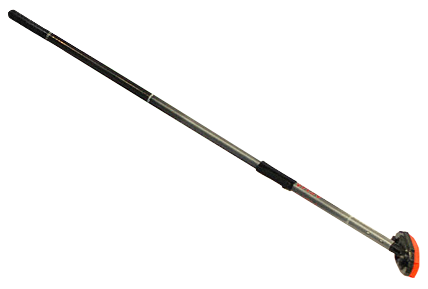
Scopa da curling

### Scopa da curling
La scopa da curling viene utilizzata per spazzare la superficie del ghiaccio lungo il percorso della pietra (vedi anche spazzata), ed è spesso usata anche come sostegno durante il lancio della stone.
Inizialmente le scope erano fatte di saggina, pertanto simili alle scope per la casa. Oggi le scope dette "a pennello" hanno sostituito le tradizionali scope di saggina, ma sono universalmente note come scope. I pad sono la parte terminale delle scope a pennello e possono essere di stoffa, pelo animale o sintetico o di crine. I moderni manici delle scope da curling di solito sono tubi cavi di vetroresina o in fibra di carbonio. Questi nuovi manici sono più leggeri e più forti di quelli tradizionali di legno e permettono un più rapido spazzamento, consentendo inoltre di imprimere più forza verso la testa della scopa.

### Scarpe

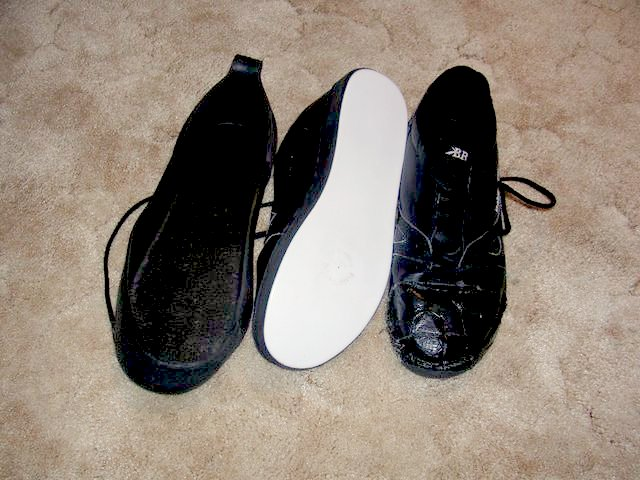
Scarpe da curling

Le scarpe da curling sono simili a normali calzature sportive tranne per il fatto che le due suole sono diverse. Lo scivolo è la suola progettata per il piede che appunto scivola, mentre l'altra scarpa ha una suola progettata per non scivolare sul ghiaccio.
La suola della scarpa con lo scivolo è solitamente realizzata in Teflon, ma ne esistono in acciaio inox e in PVC di color rosso mattone. La maggior parte delle scarpe dispone di una suola dotata di scivolo, ma esistono delle suolette-scivoli applicabili sotto la calzatura, a contatto con il ghiaccio, e fissate alle scarpe tramite lacci o elastici. Alcune scarpe hanno scivoli composti da due dischi di piccole dimensioni che coprono la porzione anteriore della suola e il tallone. Quando un giocatore non sta tirando, lo scivolo del giocatore può essere temporaneamente reso non scivoloso utilizzando una "barca", ossia una suola applicabile sopra la scarpa.
La scarpa che non deve scivolare è progettata per fare aderenza. Può possedere una normale suola da scarpa sportiva o uno speciale strato di materiale gommoso applicato alla suola, con uno spessore pari a quello dello scivolo. La punta della scarpa può anche avere un rivestimento in gomma sulla superficie superiore o un lembo che sovrasta la punta. Questo riduce l'usura e l'attrito sulla parte superiore della scarpa durante il tiro.

### Altre attrezzature
Altri tipi di apparecchiature comprendono:
- Pantaloni curling: elastici per facilitare le posizioni e i movimenti del curling.
- Cronometro: utilizzati dagli scopatori per avere un'idea della velocità della stone. Il cronometro può essere collegato ai vestiti o alla scopa.
- Guanti: per mantenere le mani calde e/o migliorare la presa sulla scopa.

## Gioco
Le competizioni internazionali sono suddivise in 10 mani, quindi la maggior parte dei campionati nazionali giocano dieci mani. Tuttavia, nel corso della Coppa del Mondo per club, chiamata World Curling Tour, si disputano solo otto mani. La maggior parte dei tornei sociali sono di otto mani. La fine di una mano avviene quando ogni giocatore di entrambe le squadre ha già lanciato due stone da un'estremità del campo verso la casa del lato opposto, per un totale di 16 pietre. Le ultime mani possono non essere giocate se una squadra ha già automaticamente vinto e per gli avversari è impossibile pareggiare. Vince la squadra con il punteggio più alto, dopo che tutte le mani sono state completate (si veda Punteggio sotto).

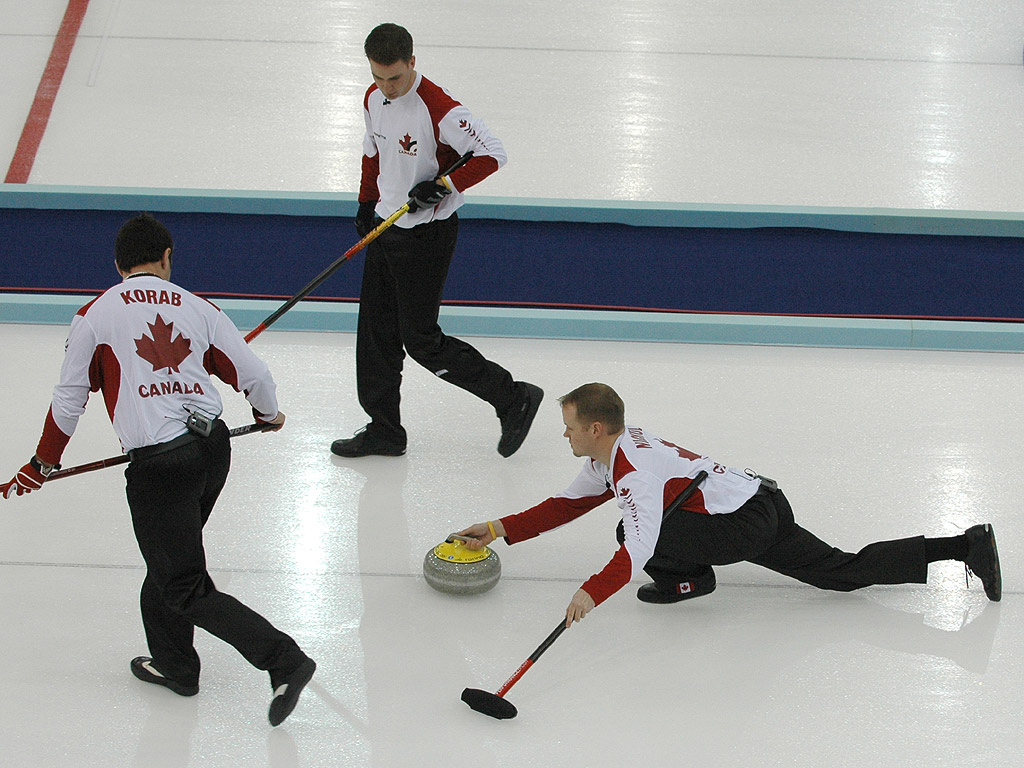
Un tiro della squadra canadese ai Giochi olimpici di Torino 2006. Il giocatore usa la sua scopa per aiutarsi a mantenere l'equilibrio durante il tiro.

Nelle competizioni internazionali, a ciascuna squadra viene concesso un tempo limite di 73 minuti per completare tutti i propri lanci. Ad ogni squadra sono anche concessi due timeout di 60 secondi ciascuno. Se è necessario giocare ulteriori mani (extraend), ogni squadra ha a disposizione 10 minuti di tempo di gioco per completare i propri lanci ed un'aggiunta di un timeout di 60 secondi per ogni extraend giocata.

### Scivolata

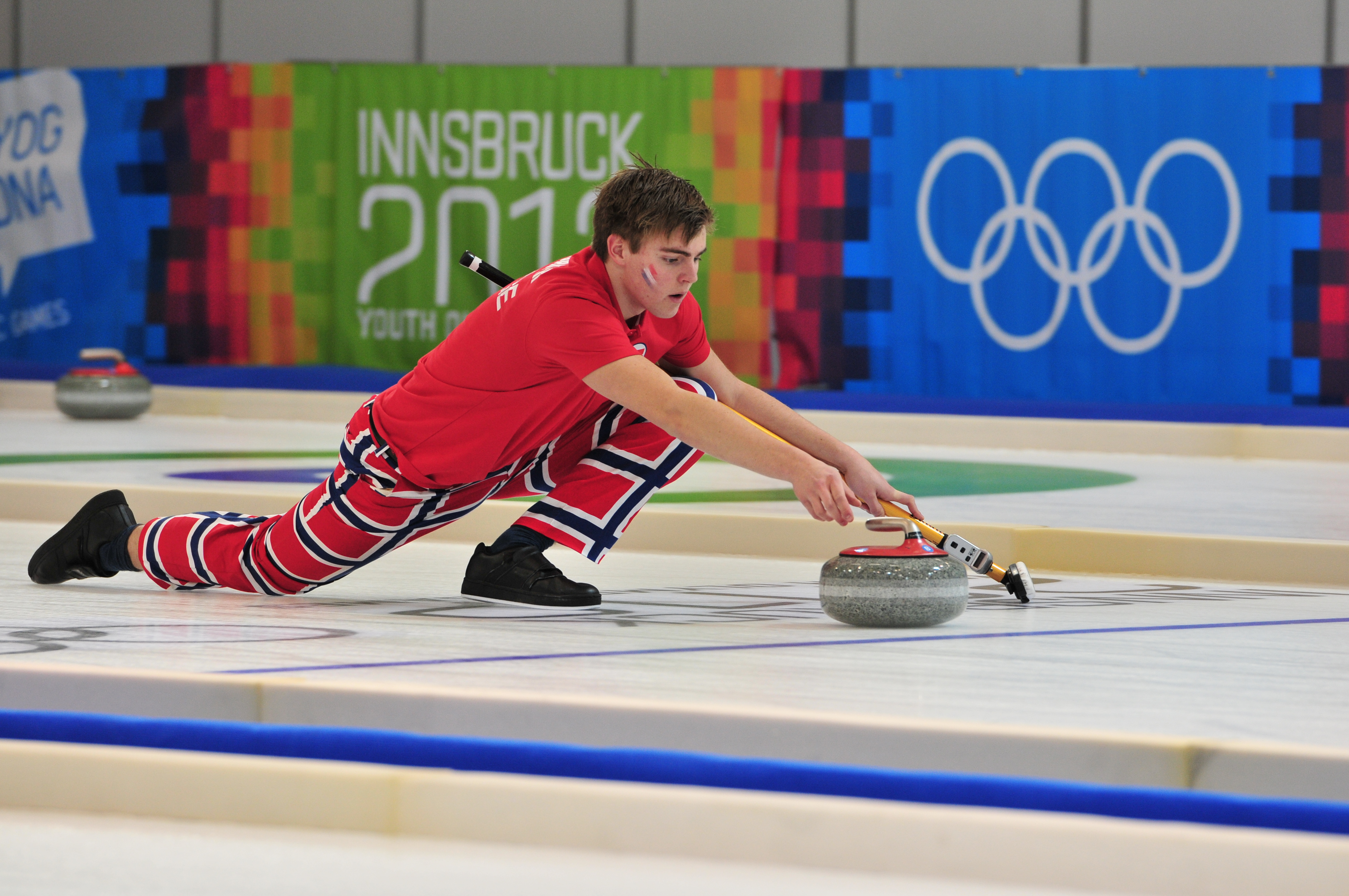
Martin Sesaker, rappresentante della Norvegia nel curling ai Giochi olimpici giovanili invernali del 2012.

Il processo di spinta di una pietra lungo il campo è noto come scivolata. La scivolata viene determinata da tre fattori principali: la forza, la linea ed il curl. Questi fattori saranno influenzati dalle tattiche di gioco.
- La forza della stone è la sua velocità, questa, durante il lancio, dipende dalla spinta delle gambe, piuttosto che del braccio.
- Il curl è la rotazione della pietra, che le conferisce una traiettoria curva.
- La linea è la direzione del tiro indipendentemente dall'effetto curl, ovvero il punto verso cui è diretta la scivolata.

Lo skip (caposquadra) può comunicare la forza, il curl, la linea e altre tattiche chiamandole a voce o appoggiando la scopa sul ghiaccio. Nel caso di una guardia, una bocciata o una promozione indicherà le pietre coinvolte.
Prima della scivolata, la superficie del ghiaccio sulla traiettoria della pietra viene pulita con la scopa, se necessario, in quanto lo sporco sul fondo di una stone o nel suo percorso può modificare la traiettoria e rovinare il tiro.

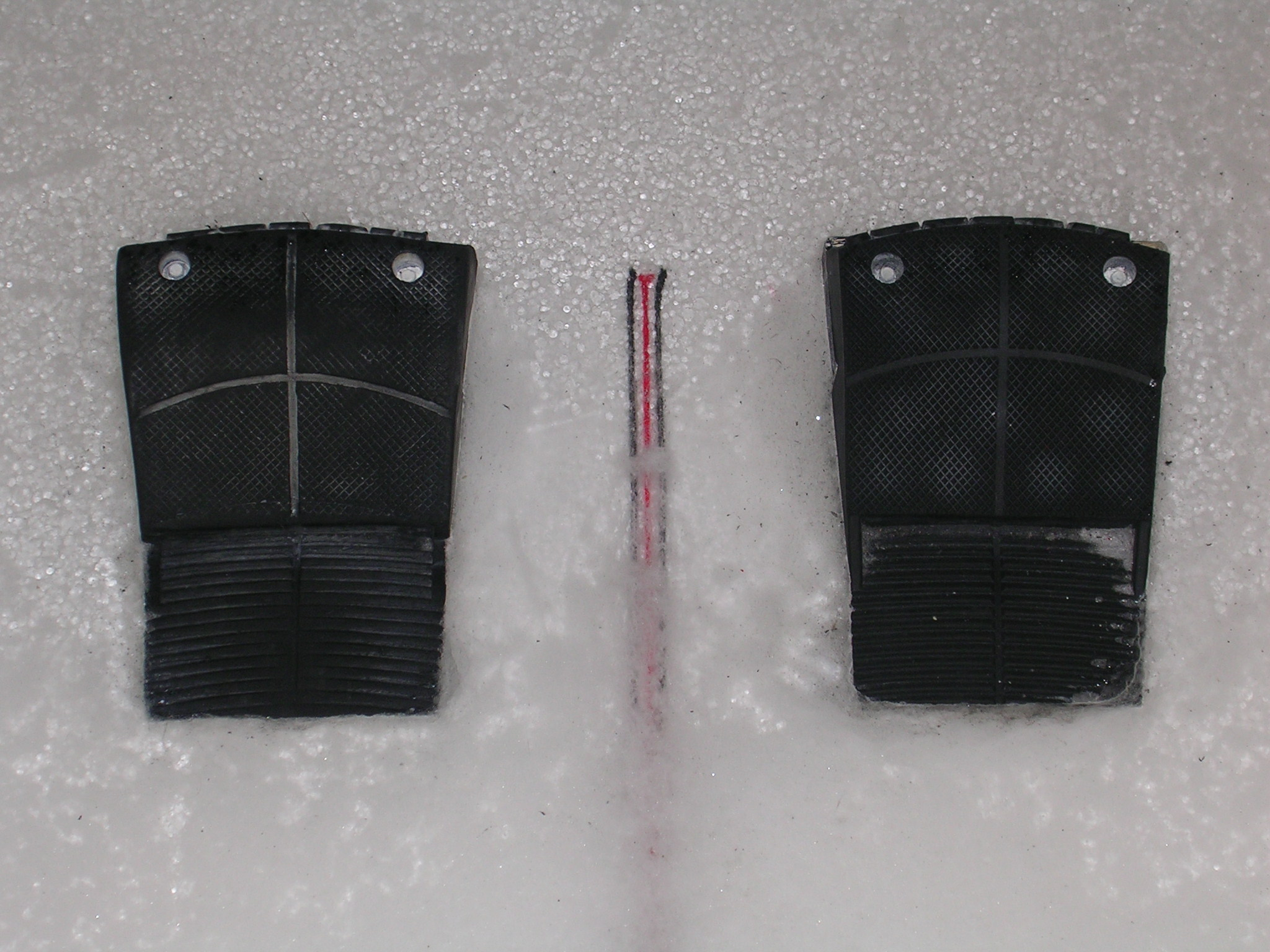
Le staffe (hacks) da cui si effettua il lancio

Il lanciatore tira il sasso. Un altro giocatore, di solito lo skip, è di stanza dietro il button dall'altra parte del campo per determinare tattica, forza, curl e linea mentre gli altri due possono spazzare davanti alla stone per influenzare la traiettoria (si veda Sweeping, qui di seguito). Quando tira lo skip, il viceskip assume il suo ruolo.
Il lanciatore appoggia la scarpa con l'aderenza (dotata di suola antiscivolo) sulla staffa, per un giocatore di curling destrorso è il piede destro, quello sinistro per un mancino. Il lanciatore, allinea parallelamente alla staffa, le linee delle spalle, puntando con il resto del corpo la scopa dello skip.
La pietra è posta di fronte ai piedi tenuta con la mano destra per i destrorsi, con la sinistra per i mancini. A seconda delle tecniche di lancio si possono effettuare diverse scivolate, che, dalla posizione di partenza, portano il giocatore in posizione di scivolata, ossia con il piede dotato di scivolo sotto il busto, con la gamba piegata, mentre l'altra gamba si distende dietro. La spinta viene data da questa gamba, il cui affondo determina la forza del tiro e quindi la distanza che la pietra percorrerà. Per bilanciare il corpo si può utilizzare una scopa tenuta nella mano libera.
La pietra deve essere rilasciata entro la hog line, in prossimità di questa viene impartito il curl, prodotto da una leggera torsione in senso orario o antiorario della maniglia della stone. Solitamente se si tira con il curl in senso orario si parte con la maniglia in posizione ore 10 e si rilascia il sasso in posizione ore 12, se il senso del curl è antiorario si parte solitamente in posizione ore 2 e si rilascia sempre in posizione ore 12. Una stone normalmente compie circa 2 giri e mezzo lungo il campo prima di fermarsi.
La pietra per rimanere in gioco deve fermarsi prima di attraversare interamente la back line (se ci è sopra la stone è ancora in gioco), ma deve necessariamente oltrepassare interamente la linea del maiale (hog line). Viene fatta un'eccezione se una stone tocca un'altra stone in gioco: in questo caso anche se il sasso non ha interamente attraversato la hog line rimane comunque in gioco. L'Eye on the Hog è un sensore all'interno della pietra che indica se essa è stata rilasciata prima della hog line o meno. Se le luci sulla stone diventano rosse la pietra verrà immediatamente eliminata dal gioco.

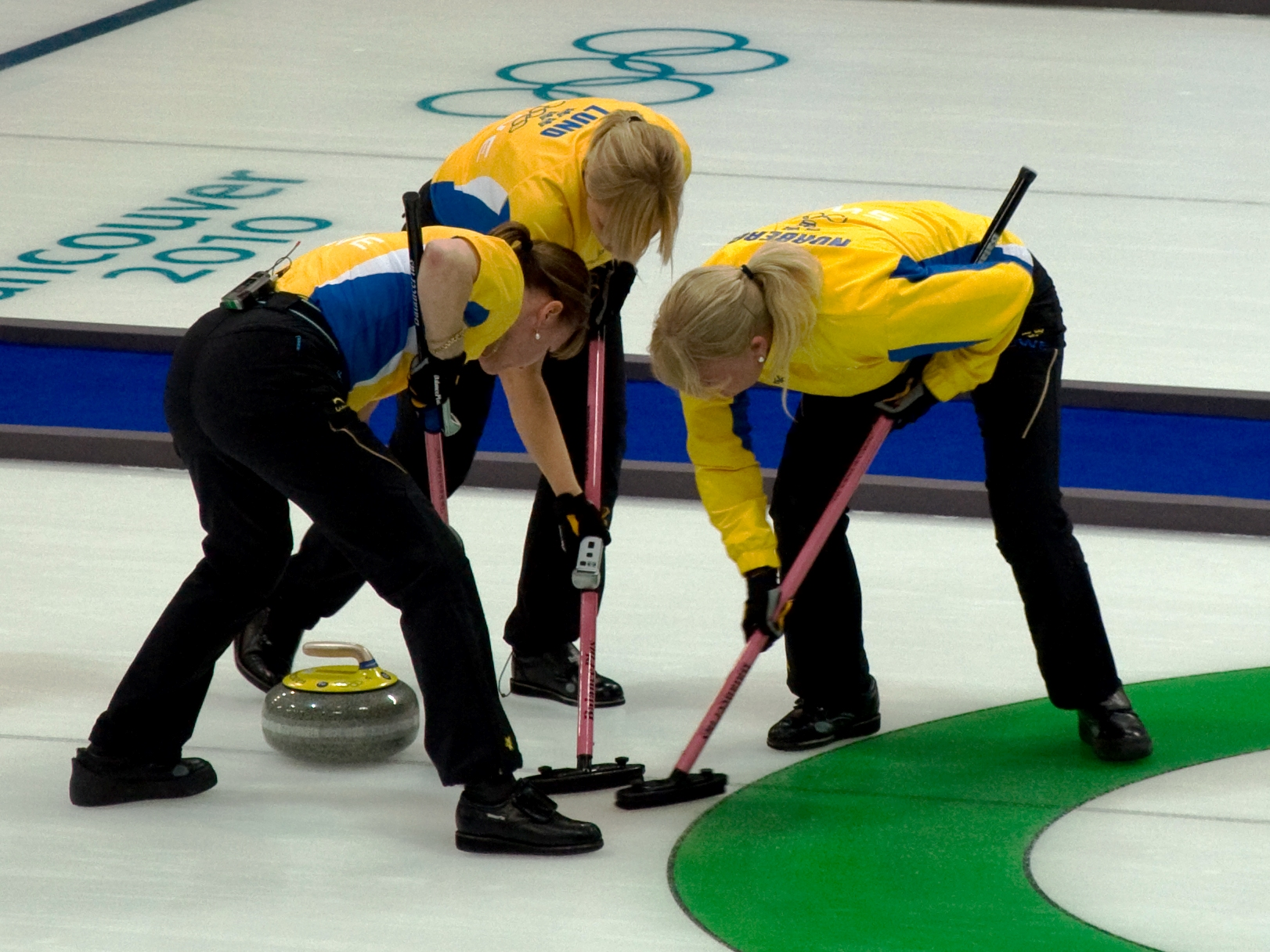
La squadra femminile della Svezia intenta a spazzare una stone nei pressi della casa ai Giochi Olimpici Invernali di Vancouver

### Spazzata
Dopo che la stone viene lanciata la sua traiettoria è ancora influenzabile dai due scopatori sotto istruzioni dallo skip. Quando si spazza, la pressione e la velocità della testina sciolgono leggermente il pebble, causando un lieve aumento dello strato di umidità che si accumula sotto la pietra. Le scope hanno due effetti sul sasso: riducono l'attrito sotto la pietra e diminuiscono l'effetto del curl. Le pietre "curlano" (curvano in direzione del curl) di più man mano che rallentano: se si spazza subito aumenta la distanza percorsa dal sasso e si raddrizza il percorso, viceversa se si spazza nella parte finale del percorso aumenta il curl e la distanza percorsa lateralmente.

Zone giocabili a cui si riferiscono le indicazioni degli spazzatori

Uno degli aspetti della strategia alla base del curling è sapere quando spazzare. Quando il ghiaccio davanti alla pietra viene spazzato, questa di solito arriva più lontano e rimane più diritta. In alcune situazioni una delle due alterazioni nel percorso non è desiderabile. Ad esempio, una stone può essere troppo veloce, ma deve essere spazzata per impedire che finisca su una guardia. La squadra deve decidere cosa sia meglio: evitare la guardia ma finire troppo lontani, o colpire la guardia.
Gran parte delle urla che si sentono durante una partita di curling provengono o dallo skip che "chiama" (dà indicazioni) sulla "linea" (traiettoria) del tiro o dagli spazzatori che chiamano la "forza" (velocità). Lo skip valuta il percorso della stone in base alla linea e alla forza, e se necessario, dice agli spazzatori di spazzare per mantenere la traiettoria prevista. Gli stessi spazzatori sono responsabili nel giudicare la forza della stone, comunicando la corretta velocità allo skip. Alcune squadre utilizzano un cronometro per misurare il tempo percorso dal sasso durante il tiro tra la linea di tiro e la linea del maiale (hogline), un aiuto per gli spazzatori nel determinare l'esatta forza. Molte squadre utilizzano un sistema di numeri per comunicare in quale delle 10 zone giocabili si stima la pietra si fermerà.
Solitamente, i due spazzatori stanno dalle due parti opposte della stone, anche se non è obbligatorio. Velocità e pressione sono fondamentali per una spazzata efficace. Afferrando la scopa, una mano dovrebbe stare, partendo dalla testa della scopa, a circa un terzo della lunghezza del manico, mentre l'altra mano dovrebbe situarsi ad un terzo della lunghezza del manico dalla parte opposta. L'angolo tra la scopa e il ghiaccio deve permettere di esercitare la maggior pressione possibile sul ghiaccio. La quantità di pressione può variare, da relativamente leggera per garantire che i detriti non modifichino il percorso della stone, a un massimo di pressione.
Durante il turno della propria squadra a tutti e quattro i componenti, e ovunque sul ghiaccio fino all'altezza del centro della casa (teeline), è consentito di spazzare. Tuttavia, una volta che il bordo anteriore della pietra oltrepassa la teeline solo un giocatore della squadra può spazzare, ed è inoltre permesso ad un giocatore dell'altra squadra. Questo è l'unico caso in cui una stone può essere spazzata da un membro del team avversario. Per i regolamenti internazionali questo giocatore deve essere lo skip o, se lo skip sta tirando, il viceskip.

### Bruciare una pietra
Occasionalmente, i giocatori possono accidentalmente toccare una pietra con la loro scopa o una parte del corpo. Questo è spesso definito come "bruciare" una pietra. Toccare una pietra ferma quando non c'è un tiro in corso non è considerato infrazione ed è comune rimetterla semplicemente a posto.
Quando una pietra viene toccata mentre le stone sono in gioco, i rimedi variano, o si elimina la pietra toccata o viene spostata. Le regole dicono che la pietra debba essere posizionata dalla squadra avversaria in modo da svantaggiare la squadra che ha commesso l'infrazione. Generalmente per fair play questo non accade.

### Tipi di tiri
Diverse tipologie di tiro vengono usate per piazzare attentamente le stone per ragioni strategiche o tattiche, ma si dividono in tre categorie fondamentali:
- Guardie: vengono posizionate le stone davanti alla casa nella free guard zone, di solito per proteggere il punto (la pietra più vicina al button al momento) o per rendere difficile il tiro alla squadra avversaria. Tiri a guardia possono essere centrali (center-guard) o laterali (corner-guard) a seconda della strategia (si veda Free Guard-Zone).
- Punti: vengono tirate le pietre per raggiungere la casa. I tiri a punto includono promozioni (spingere altri sassi all'interno della casa o più vicino al centro), appoggi (appoggiarsi appunto con un sasso ad altre stone ferme), tape-back (ossia spingere un sasso solitamente avversario sotto la teeline) e congelate o freeze (un appoggio molto preciso che solitamente impedisce al sasso di essere bocciato).
- Bocciate: sono destinate a rimuovere le pietre dal gioco e comprendono l'apertura (bocciata molto forte il cui obiettivo è liberare il campo dalle guardie), hit-and-roll (bocciata di una pietra avversaria che permette di "rollare" dietro le guardie) e doppie (bocciate che coinvolgono più sassi).

### Free Guard-Zone
La Free Guard-Zone è una regola del gioco durante la quale, fino a che le prime quattro pietre non sono state giocate (due per ciascuna squadra), i sassi a guardia (quelle pietre rimaste nella zona tra l'hogline e la casa) non possono essere rimosse da una pietra avversaria. Se queste guardie vengono bocciate accidentalmente dall'avversario, vengono riposizionate nello stesso posto, e la pietra avversaria viene rimossa dal gioco. Se invece un sasso viene bocciato durante un tiro della stessa squadra, il tiro è regolare.
Originariamente, la regola fu introdotta su suggerimento di Russ Howard per un torneo con il più ricco premio mai assegnato fino a quel momento a Moncton, nel Nuovo Brunswick, nel 1991. La Regola di Howard (nota anche come la Regola Moncton) prevedeva che le prime quattro stone in gioco non potessero essere rimosse dall'avversario fino al quinto tiro, indipendentemente da dove si trovassero. Questa regola di gioco venne leggermente alterata e adottata come Free Guard-Zone per le gare internazionali poco dopo. Dalla stagione 1993-94 alla 2002-03 in Canada era in vigore una Free Guard-Zone estesa alle prime 3 stone, ma successivamente Canadian Curling Association decise di sostituirla con quella standard a 4 sassi. Durante questo periodo le squadre canadesi utilizzavano per i campionati nazionali il sistema a 3 sassi, mentre nei campionati internazionali (anche quelli disputati in Canada) utilizzavano la Free Guard-Zone a quattro sassi.

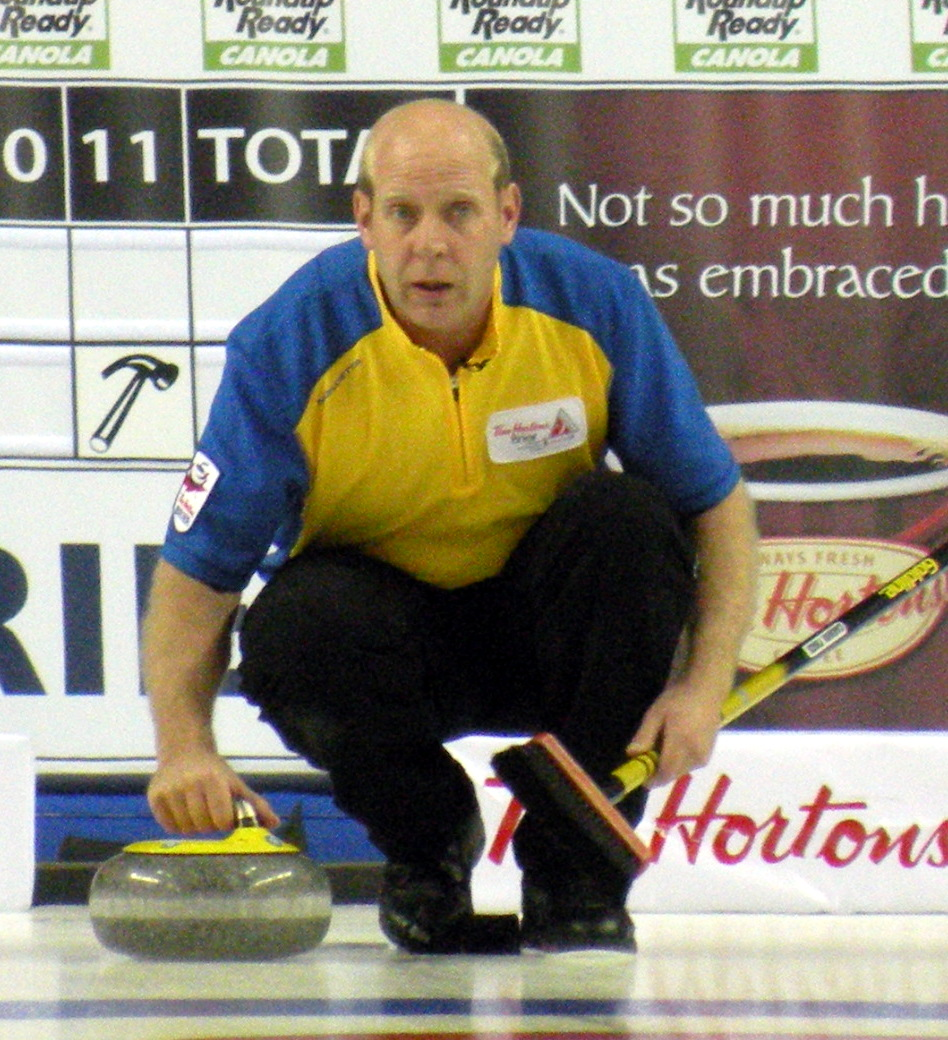
Kevin Martin, uno dei migliori esempi della strategia detta split.

Questa regola, un'aggiunta relativamente recente del gioco del curling, è stata inserita in risposta a una strategia chiamata peeling (sbucciamento). Questa strategia consiste nel giocare senza pietre in gioco, ossia chi ha il martello (ultimo tiro) boccia tutte le pietre dell'avversario e tira fuori campo l'ultimo tiro della mano fino alla fine della partita dove segna l'unico punto. Una squadra in testa adottando questa strategia durante il gioco avrebbe quasi sicuramente vinto. Questa strategia si era sviluppata (soprattutto in Canada), dal momento che le macchine del ghiaccio erano diventate capaci di preparare campi di gioco molto regolari e prevedibili. Inoltre l'adozione delle scope a pennello permetteva un maggiore controllo della pietre. La strategia del peeling rese però il gioco poco emozionante, tanto che nel 1990 il Tim Hortons Brier è stato considerato da molti appassionati di curling come noioso da vedere, a causa della pressoché costante strategia del peeling. Questo rese immediata e ben accetta l'adozione della Free Guard-Zone.
Una strategia sviluppata dai giocatori di curling in risposta alla Free Guard-Zone (Kevin Martin dall'Alberta è uno dei migliori esempi) è chiamata spaccata (anche split o teak), in cui si effettuano dei tiri il cui scopo è quello di spostare la pietra di guardia avversaria di lato, abbastanza lontana da renderla difficile o impossibile da usare, ma rimanendo pur sempre in gioco. Il sasso lanciato esce invece dal gioco. L'effetto è funzionalmente identico al peeling, ma molto più difficile, infatti se una bocciata colpisce la guardia troppo forte (spingendola fuori dal gioco) la guardia viene rimessa nella sua posizione originale, mentre se la bocciata non è abbastanza forte ed entrambi i sassi rimangono in gioco si crea una situazione tatticamente utile all'avversario. C'è anche una maggiore probabilità che il colpo manchi la guardia del tutto a causa della precisione necessaria per effettuare il tiro. A causa della difficoltà obiettiva di questo tipo di strategia, solo le migliori squadre normalmente ci provano, risultando comunque meno dominante del peeling.

### Martello
L'ultima pietra di una mano viene chiamata martello (dall'inglese hammer). Prima della partita, le squadre decidono chi si prende il martello o lo concordano tramite un'estrazione casuale (come un lancio della moneta), con un draw-to-the-button, dove un rappresentante di ogni squadra tira un'unica pietra tentando di avvicinarsi il più possibile al centro della casa (in inglese button), oppure in particolare nei tornei disputati ai Giochi olimpici invernali, da un confronto storico di tre vittorie-sconfitte delle squadre. In tutte le mani successive, il martello appartiene alla squadra che non ha ottenuto punti alla fine della mano precedente. Nel caso in cui nessuna delle due squadre segni punti, il martello rimane alla stessa squadra. Naturalmente, è più facile segnare punti con il martello che senza, dunque in un torneo la squadra che lo detiene in genere cerca di segnare due o più punti. Se è possibile fare solo un punto, lo skip spesso cerca di fare "mano nulla"; ossia fare in modo che nessuna delle due squadre segni punti per mantenere il martello la mano successiva, dove cercherà di segnare due o più punti. Segnare punti senza il martello è comunemente indicato come "rubare una mano", ed è molto più difficile.

### Strategia
Il curling è un gioco di strategia, tattica e abilità. La strategia dipende dalla capacità del team, l'abilità dell'avversario, le condizioni del ghiaccio, il punteggio del gioco, quante mani rimangono alla fine, e se la squadra ha o meno il vantaggio dell'ultima pietra (martello). Una squadra può giocare una mano aggressiva o difensiva. Un gioco aggressivo consiste nel mantenere molte stone in gioco, il che rende la mano più rischiosa, ma dà anche la possibilità di fare molti punti (anche all'avversario). Un gioco difensivo è composto da molte bocciate in modo da non avere molte stone in gioco, questa strategia tende ad essere meno rischiosa. Una squadra che gioca bene a punto di solito tende a giocare in modo aggressivo, mentre una squadra che predilige le bocciate opta solitamente per giocare sulla difensiva.

Schema dell'area di gioco, mostra la four-foot zone, una guardia laterale (corner guard) e una guardia centrale (center guard)

Se una squadra non ha il martello in una mano, cercherà di ostruire la zona di guardia (four-foot zone) di fronte alla casa per impedire l'accesso alla squadra ai due cerchi più interni della casa. Questo può essere fatto posizionando con i primi due tiri delle guardie centrali (chiamate in inglese center guard) davanti alla casa in prossimità della linea centrale. Se una squadra invece ha il martello, cercherà di mantenere la four-foot zone libera, in modo da avere accesso alla zona centrale in ogni momento. Una squadra con il martello tenderà a tirare con i primi due tiri una guardia laterale (in inglese corner guard). Queste servono generalmente a una squadra a segnare due o più punti in una mano, perché si può tirare un punto laterale che curlando si può nascondere dietro, rendendo più difficile una bocciata da parte della squadra avversaria.
Idealmente, la strategia in una mano per una squadra con il martello è quella di segnare due punti o più. Segnare solo un punto è spesso un'occasione sprecata, in quanto si perde il vantaggio del martello nella mano successiva. Se una squadra non può segnare due punti capita spesso che si tenti una mano nulla, bocciando qualsiasi pietra dell'avversario in modo che escano entrambi i sassi o, se non ci sono stone avversarie, semplicemente lanciando la stone oltre la casa, in modo che nessuna squadra segni punti e la squadra con l'hammer lo mantenga la mano successiva. In generale, una squadra senza il martello vorrebbe sia forzare la squadra avversaria a segnare un solo punto (in modo che possano ottenere il martello la mano successiva) sia rubare la mano segnando uno o più punti.
Generalmente maggiore è il vantaggio di una squadra e più questa giocherà in maniera difensiva, bocciando tutte le stone dell'avversario, negandogli così l'opportunità di segnare in una mano più di un punto difendendo così il vantaggio. Una squadra in svantaggio viceversa tenterà un gioco più aggressivo, nascondendosi dietro le guardie, spingendo le stone avversarie nella parte posteriore della casa con un tiro conosciuto come tape-back (se sono di fronte alla tee-line) o appoggiandosi a esse (se sono dietro la linea di tee). Una pietra congelata (freeze) è difficile da rimuovere, perché è a contatto con la pietra avversaria.

### Concedere il gioco
Non è raro che a qualsiasi livello la squadra perdente decida di terminare la partita prima che tutte le mani siano state completate se crede che non ha più una reale possibilità di vincere. Nelle competizioni internazionali questa possibilità viene data dalla sesta o dall'ottava mano in poi oppure quando la squadra perdente è a corto di rocce, cioè una volta che ha un numero di pietre in gioco o di pietre giocabili inferiore al numero di punti necessari per pareggiare o vincere.
Quando una squadra ritiene che sia impossibile o quasi impossibile vincere una partita, di solito stringe la mano alla squadra avversaria ammettendo la sconfitta. Ciò può verificarsi in qualsiasi momento durante il gioco, ma di solito accade verso la fine definitiva. Ai Giochi olimpici invernali una squadra può concedere il gioco dopo aver terminato qualsiasi mano durante la fase a girone, ma può concedere il gioco solo dopo aver terminato otto mani durante le fasi ad eliminazione diretta.

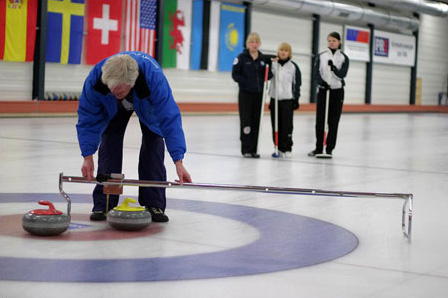
Misurazione della stone più vicina al centro della casa

A differenza di altri sport, non vi è alcuna connotazione negativa associata al concedere il gioco. Infatti, in numerosi tornei, una squadra è tenuta a concedere il gioco quando è matematicamente impossibile per loro pareggiare.

### Risoluzione delle controversie
La maggior parte delle decisioni sono lasciate ai due skip, anche se, in tornei ufficiali, le decisioni possono essere lasciate ai giudici. Tuttavia, tutte le controversie di punteggio vengono gestite dai vice-skip. Non ci devono essere altri giocatori ad eccezione dei due vice-skip in casa mentre viene determinato il punteggio. In un torneo, la circostanza più frequente in cui una decisione deve essere fatta da qualcuno che non sia il vice-skip è quando i due non riescono ad accordarsi su quale sia la stone più vicina alla zona centrale (button). Un giudice indipendente (supervisore in Canada ed ai campionati del mondo) misura le distanze con un dispositivo appositamente progettato che ruota dal centro del button. Quando i giudici indipendenti non sono disponibili, sono gli stessi vice-skip a misurare le distanze.

## Punteggio

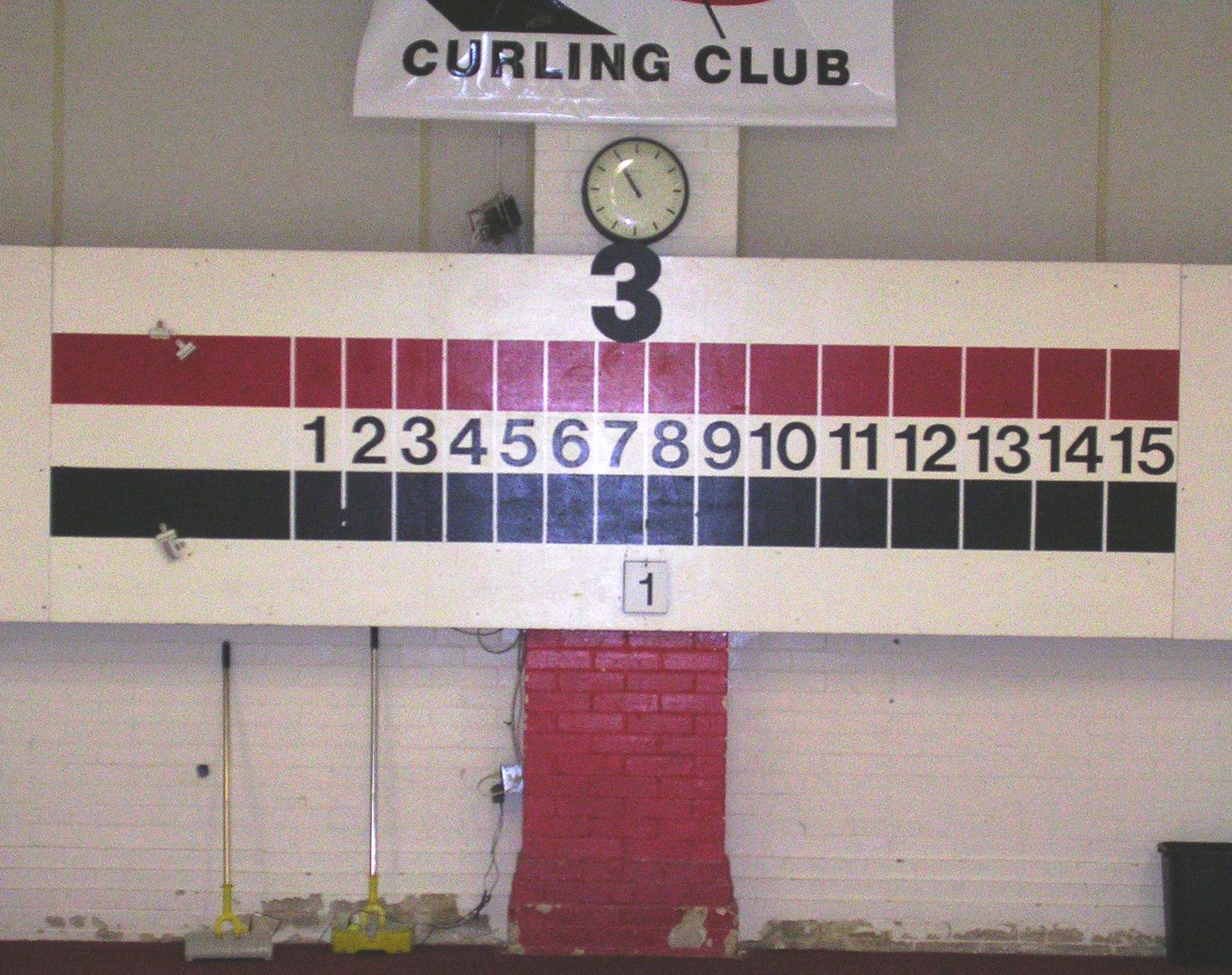
Un tabellone dei punteggi tipico del curling utilizzato dai club, che utilizzano un tabellone di punteggio diverso da quelli utilizzati nelle competizioni per nazione

La vincitrice è la squadra con il più alto numero di punti accumulati al termine di otto o dieci mani. I punti vengono assegnati a conclusione di ciascuna di queste mani come segue: quando ogni squadra ha tirato le sue otto pietre, la squadra con la pietra più vicina alla zona centrale vince la mano, inoltre alla squadra vincente viene assegnato un punto per ciascuna delle sue pietre in casa più vicine al button della pietra avversaria più vicina al centro. Le posizioni di tutti i sassi più lontani di quella dell'avversario non fanno alcuna differenza per il punteggio.
Solo le pietre che sono in casa sono considerate nel punteggio. Una pietra è in casa se si trova all'interno dell'anello più esterno. Poiché la base della pietre è arrotondata, una pietra appena in casa non avrà alcun contatto reale con l'anello, che passerà sotto il bordo arrotondato della pietra, ma viene conteggiata ugualmente. Questo tipo di pietra si dice che "morde" i cerchi.
Può non essere evidente ad occhio quale delle due rocce è più vicina al button (centro) o se una roccia in realtà morde o no i cerchi. Esistono dispositivi di misurazione determinati, ma questi non possono essere portati in campo fino a quando la mano non è terminata. Pertanto, una squadra può prendere decisioni strategiche durante una mano basandosi solo sulla rivelazione a occhio, anche se queste si rivelano errate.
Il punteggio è segnato su un tabellone, di cui esistono due tipi: il tipo baseball e il tabellone club.
Il "tipo baseball" è stato creato per motivi televisivi per un pubblico che non ha familiarità con il tabellone club. Le mani sono contrassegnate da colonne da 1 a 11 (10 regolari più la possibilità di una mano supplementare, conosciuta anche come extraend) più un'ulteriore colonna per il totale. Sotto questo sono due file, una per ogni squadra, contenente il punteggio ottenuto dalla squadra in ogni mano e i due punteggi totali riportati nell'ultima colonna di destra.
Il "tabellone club" tradizionale è utilizzato nella maggior parte dei club di curling. La fila centrale numerata rappresenta la somma del punteggio totale di ciascuna squadra. Ci sono due altre file, una sopra e una sotto la fila del punteggio, che indicano le due squadre ed i numeri posti in queste file rappresentano la mano in cui tale team ha ottenuto il punteggio cumulativo. Se la squadra rossa totalizza tre punti nella prima mano, il cartellino 1 (indicante la prima mano) è posizionato sopra al numero 3 nella fila della squadra rossa. Se la stessa squadra totalizza altri due punti in più nella seconda mano, il cartellino 2 sarà posizionato sopra al 5 nella riga della squadra rossa, indicando che la squadra rossa ha cinque punti in totale (3 nella prima mano +2 nella seconda). Questo quadro di valutazione funziona perché solo una squadra può ottenere punti in una mano. Tuttavia, una certa confusione può sorgere quando viene giocata una mano nulla. I numeri delle mani nulle di solito sono posizionati nella colonna a destra nella fila della squadra che ha il martello (vantaggio dell'ultima pietra), o su un posto speciale per le mani nulle. Il punteggio su questo tabellone richiede solo l'uso di (fino a) 11 cartellini cifrati, mentre con il punteggio di tipo baseball sono necessari molti cartellini con le stesse cifre (in particolare cifre particolarmente basse come 1).
Il seguente esempio illustra la differenza tra i due tipi. L'esempio illustra la finale degli uomini alle Giochi olimpici invernali del 2006.
Tabellone tipo baseball
| Squadra   | 1 | 2 | 3 | 4 | 5 | 6 | 7 | 8 | 9 | 10 | 11 | TOT |
| --------- | - | - | - | - | - | - | - | - | - | -- | -- | --- |
| Canada    | 0 | 2 | 1 | 1 | 0 | 6 | 0 | 0 | x | x  |    | 10  |
| Finlandia | 2 | 0 | 0 | 0 | 1 | 0 | 0 | 1 | x | x  |    | 4   |

Tabellone club
| Canada    |   | 2 | 3 | 4 |   |   |   |   |   | 6  |    |    |    |    |    |            |
| Punti     | 1 | 2 | 3 | 4 | 5 | 6 | 7 | 8 | 9 | 10 | 11 | 12 | 13 | 14 | 15 | Mani nulle |
| Finlandia |   | 1 | 5 | 8 |   |   |   |   |   |    |    |    |    |    |    | 7          |

Il massimo numero di punti ottenibile in una sola mano è 8, ossia tutte le stone di una squadra. Segnare una mano da otto punti contro una squadra relativamente competente è molto difficile nel curling ed è considerato l'equivalente del Perfect game nel baseball ed è conosciuto come "pupazzo di neve". Probabilmente il più noto pupazzo di neve è avvenuto nel 2006 al Players Championships, prova di Coppa del Mondo e del Grande Slam di curling. La futura (2007) campionessa del mondo Kelly Scott ha segnato otto punti in una delle sue partite contro la medaglia di bronzo mondiale 1998 Cathy King.

## Cultura del curling

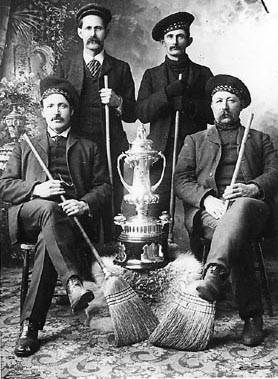
La squadra dell'Alberta vincitrice di un'edizione del Brier

Nei tornei le squadre sono normalmente chiamate con il cognome dello skip, per esempio Team Martin per skip Kevin Martin. Altrimenti le squadre prendono il nome del club di appartenenza o, come accade in Canada, della divisione amministrativa rappresentata.
I campionati di curling di massimo livello sono tipicamente svolti da squadre unicamente maschili o femminili. Il gioco è conosciuto come curling misto quando una squadra è composta da due uomini e due donne. Il campionato canadese misto di curling è la competizione di più alto livello seguito dai campionati europei misti di curling, in assenza di un campionato del mondo e della categoria misti ai Giochi olimpici.
Il curling è particolarmente popolare in Canada. I miglioramenti nella produzione del ghiaccio e le modifiche al regolamento per aumentare la competitività e promuovere la complessa strategia hanno aumentato la popolarità già alta di questo sport in Canada, e il grande pubblico televisivo segue trasmissioni annuali di curling, in particolare il Torneo dei Cuori (Scotties Tournament of Hearts, ossia il campionato nazionale femminile), la Tim Hortons Brier (il campionato nazionale maschile) e i campionati mondiali di curling.
Nonostante la provincia canadese del Manitoba abbia una popolazione limitata (5º posto su 10 province canadesi), le squadre del Manitoba hanno vinto circa un terzo delle edizioni del Brier. Il Torneo di Cuori e il Brier vengono disputati dai campioni dei campionati provinciali canadesi e i campionati del Mondo dai campioni nazionali.
Ernie Richardson della provincia dello Saskatchewan e la squadra composta dalla sua famiglia hanno dominato il curling canadese e internazionale durante la fine del 1950 e 1960 e sono stati considerati i migliori giocatori di curling di tutti i tempi. Sandra Schmirler ha portato la sua squadra alla prima medaglia d'oro del curling femminile alle Giochi olimpici invernali del 1998. Quando morì due anni dopo di cancro oltre 15 000 persone hanno partecipato al suo funerale, ed è stato trasmesso dalla televisione nazionale.

### Uno sport amatoriale
Nonostante i bonspiels canadesi (tornei) offrano premi in denaro, ci sono pochissimi giocatori di curling professionisti a tempo pieno. Tuttavia, alcuni giocatori di curling ricavano una parte considerevole del loro reddito dal curling. La maggior parte dei giocatori comunque non è professionista nemmeno da quando questo sport è stato reintrodotto nel programma dei Giochi olimpici invernali nel 1998 con tornei maschili e femminili.

### Curling in carrozzina

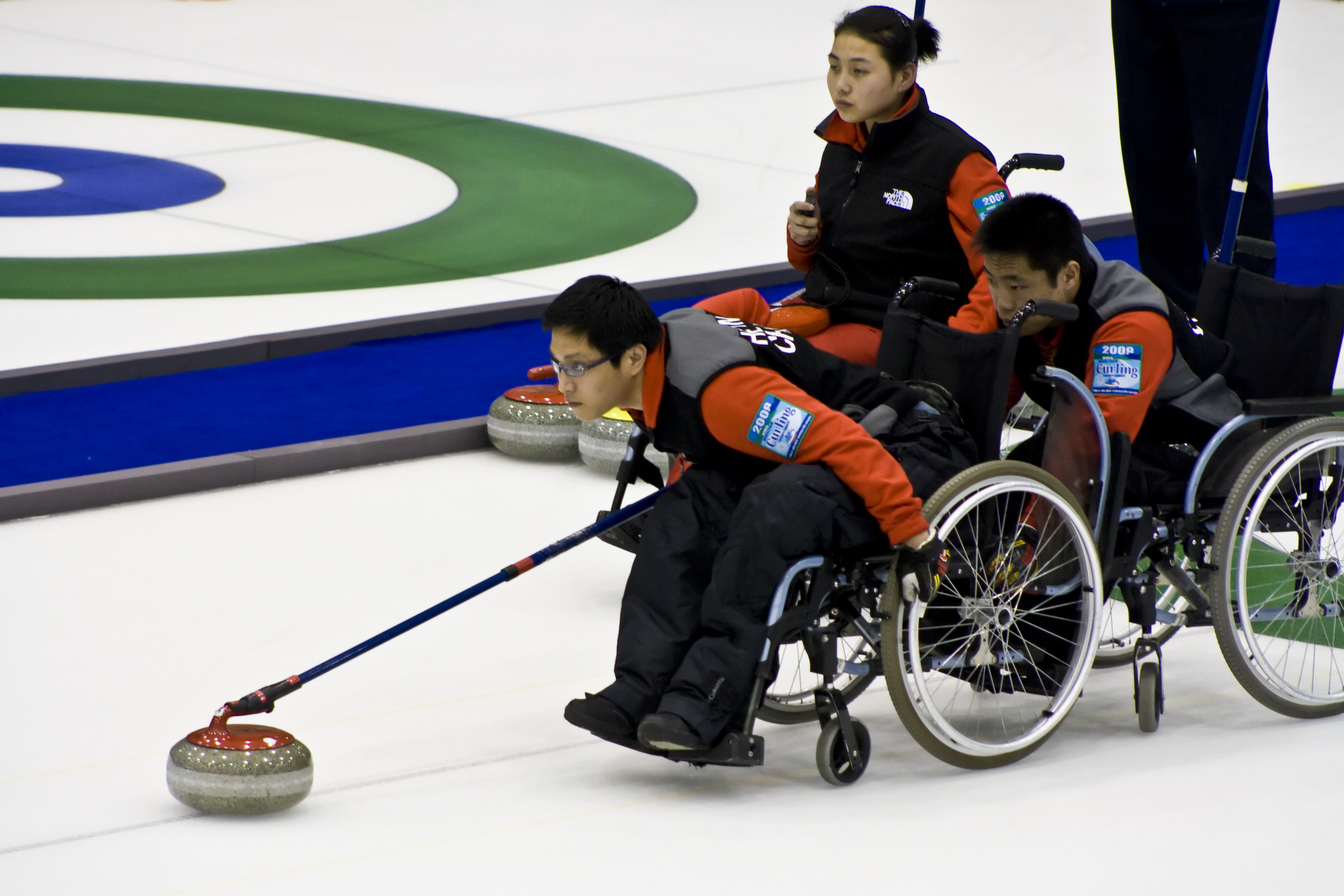
La squadra cinese di curling in carrozzina ai mondiali del 2009

Il curling in carrozzina, è la variante del curling praticabile da persone con disabilità agli arti inferiori. La differenza più evidente nel meccanismo di gioco è l'assenza della fase di spazzata, che rende il curling in carrozzina ancora più simile alle bocce. Per il resto la superficie di gioco, le stone e le regole sono le stesse. Alcuni adattamenti sono legati al fatto che i giocatori si spostano su sedie a rotelle: non sono necessarie le apposite scarpe con suole differenziate, si può usare un manico estensore per lanciare la pietra, e un compagno di squadra può aiutare a tenere ferma la carrozzina durante il lancio. L'attività agonistica internazionale è organizzata dalla Federazione Mondiale di Curling (World Curling Federation). Il curling in carrozzina è stato inserito nel programma dei Giochi paralimpici a partire dai IX Giochi paralimpici invernali di Torino 2006, con un torneo unico riservato a squadre miste.

## Nella cultura di massa

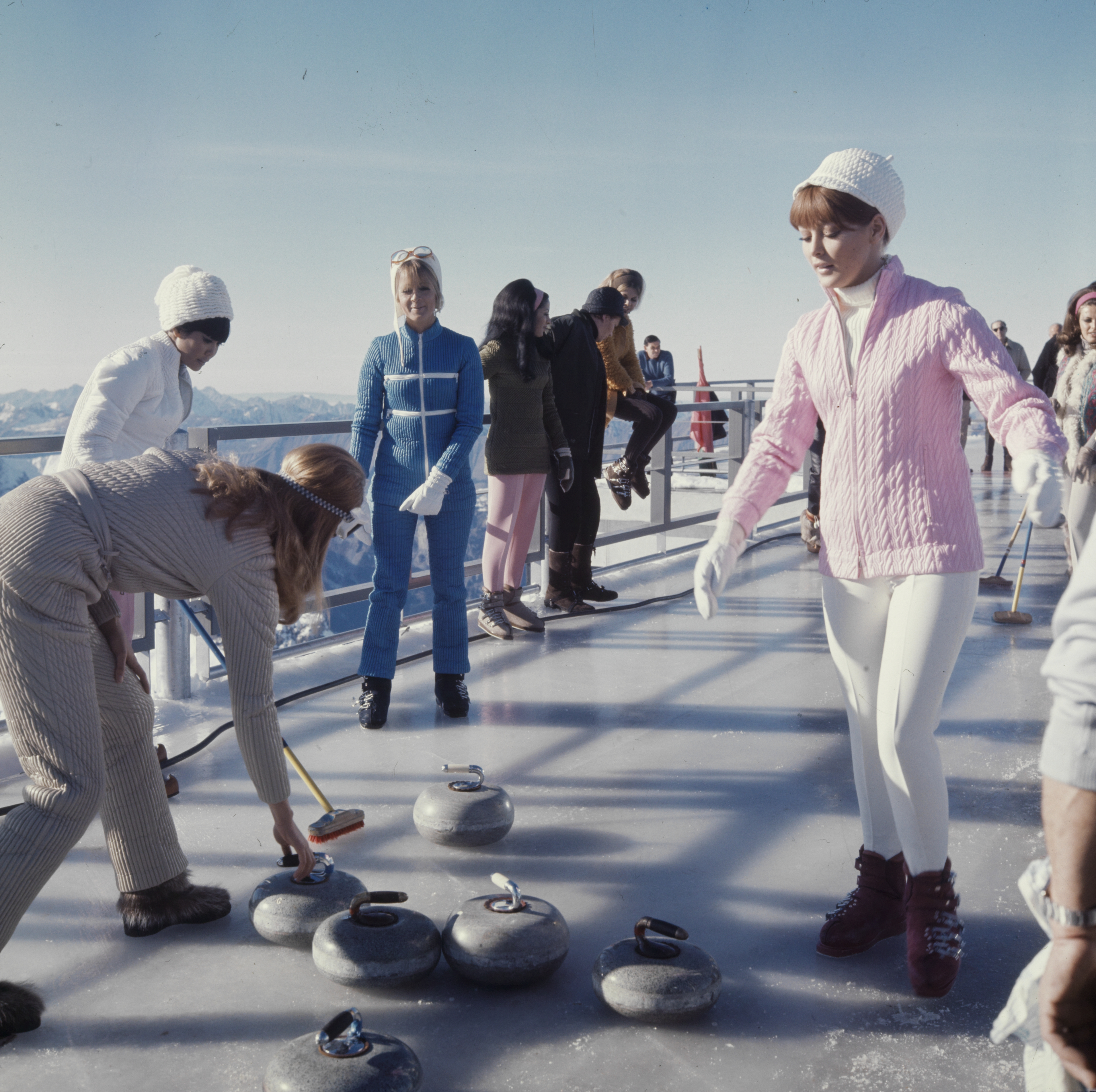
Una partita di curling sul set del film Agente 007 - Al servizio segreto di Sua Maestà (1969)

Nel film Aiuto! (Help!), diretto nel 1965 da Richard Lester, i Beatles – protagonisti dello stesso – tentano di giocare a curling in una sequenza ambientata sulle Alpi austriache.
Il film canadese del 2002 Gli uomini con le scope, interpretato e diretto da Paul Gross e girato nei centri sportivi del curling, racconta la storia di una squadra di curling di una piccola cittadina canadese. Il film ha incassato più di 4,2 milioni di dollari solo in Canada, diventando così il campione di incassi tra i film canadesi sovvenzionati dalla Telefilm Canada tra il 1997 e il 2002.
Nel 2010, nella 21ª stagione de I Simpson, viene messo in onda l'episodio Un incontro con il curling: la squadra di Homer, Marge, Skinner e Agnes vince la medaglia d'oro alle Olimpiadi di Vancouver.
Nel 2013, nell'episodio Peter selvaticus de I Griffin, la domestica Consuelo vince l'oro olimpico con la squadra messicana battendo il Canada.
Nel 2014, nella 7ª stagione della serie canadese I misteri di Murdoch, viene messo in onda l'episodio Colpo al cuore: il detective Murdoch, il sergente Crabtree e alcuni colleghi del IV distretto della polizia di Toronto, sfidano una squadra rivale a un incontro di curling.
Un altro film incentrato sul curling è La mossa del pinguino, diretto nel 2014 da Claudio Amendola: un'improbabile squadra di dilettanti tenta di qualificarsi alle Olimpiadi di Torino 2006.

## Campionati di curling
- Curling ai Giochi olimpici
- Campionati mondiali di curling
- Campionati mondiali junior di curling
- Campionati mondiali senior di curling
- Campionati mondiali doppio misto di curling
- Continental Cup di curling
- Campionati europei di curling
- Campionati europei misti di curling
- Campionati italiani di curling
- Campionati italiani junior di curling
- Campionati italiani senior di curling
- Campionati italiani misti di curling
- Campionati italiani doppio misto di curling